# Skassapunka

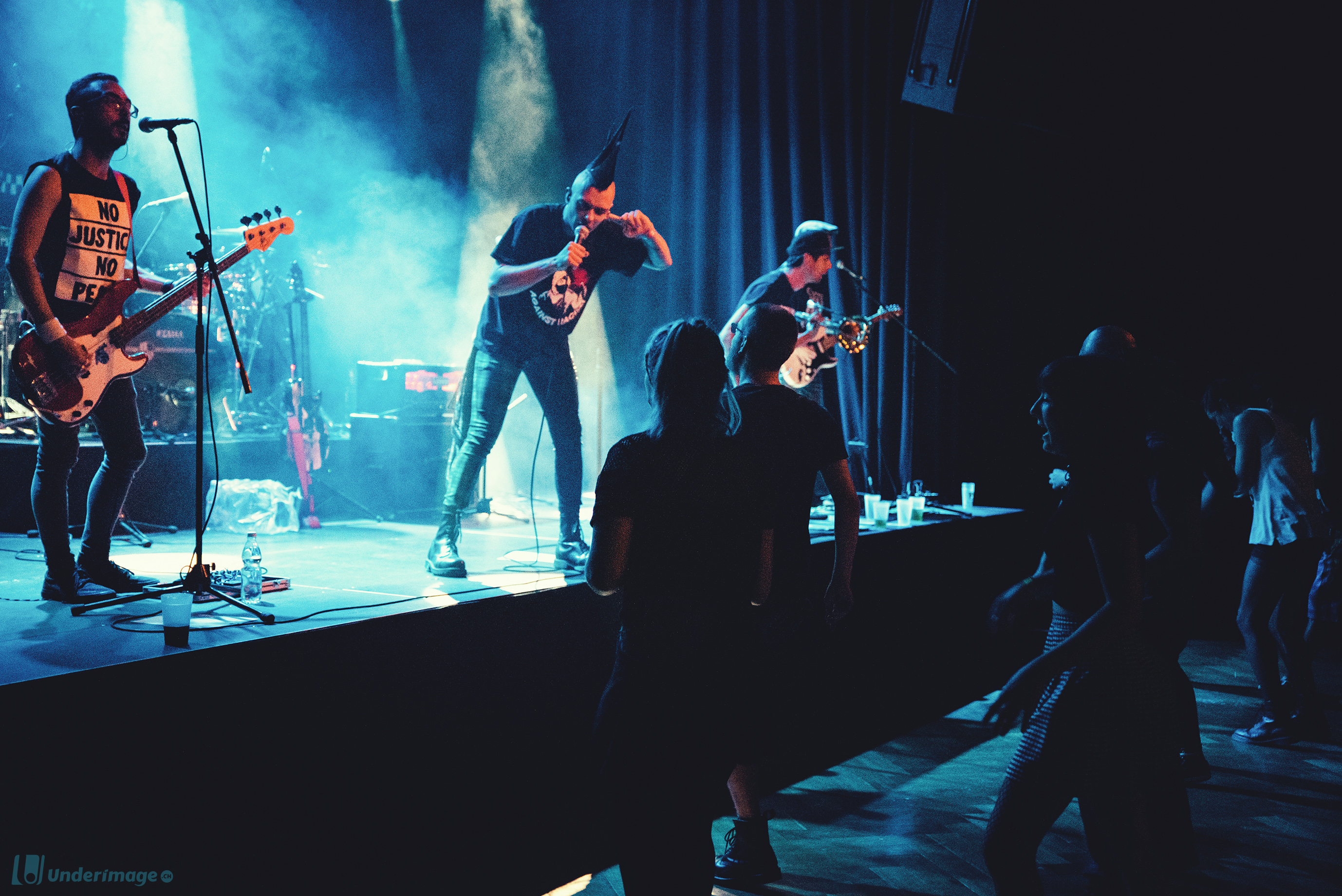
Skassapunka live in 2020

Gli Skassapunka sono un gruppo ska-punk nato a Lainate, in provincia di Milano, alla fine del 2008.

## Storia del gruppo
Nel 2012 la band autoproduce il primo EP, “Purgamentum Dedecusque”, che permette alla band di cominciare a farsi conoscere nel panorama della musica indipendente italiana.
Nel 2013 esce il primo album, Di-vento In-vento, prodotto dall’etichetta indipendente Dedolor records, cui seguirà il primo tour della band.
Nel 2014 la band approda nel roster di KOB Records, etichetta e booking italiana con base a Verona.
In collaborazione con KOB Records viene prodotto a marzo 2015 il secondo album degli Skassapunka, Il gioco del silenzio. La band si esibisce per la prima volta all'estero, in Germania e Svizzera.
A febbraio 2016 viene pubblicato il singolo “We want to dance ska”.
Nel 2016 viene registrato un nuovo singolo, Bella Ciao, ed arrangiato un nuovo album, Rudes Against, pubblicato il primo di Febbraio 2017, al quale seguirà un nuovo tour. L'album verrà recensito, tra gli altri, da Punkadeka e Underdog Fanzine. Il tour toccherà gran parte dell'Europa.
Nel 2018 la band festeggia i 10 anni di attività. Per questa occasione nel febbraio esce il quarto album, “Adelante”.
A maggio 2019 parte il nuovo tour, che prende il nome dal nuovo singolo Paradox. La band arriva a suonare nell'est Europa, precisamente in Polonia.
Nell’ottobre 2019, la band firma con la Turbo booking  di Colonia. Nello stesso mese viene annunciata l’uscita del quinto album degli Skassapunka, "Revolutionary Roots" , anticipato dal singolo "Here we now begin" (uscito il 12 Febbraio 2020), e pubblicato poi il 13 Marzo per l'etichetta svizzera DMB Records.
A fine estate 2020 viene annunciata la collaborazione con Rage sport, azienda di abbigliamento sportivo di proprietà di Maurizio Affuso, cantante del gruppo ska punk casertano RFC.
A novembre 2020 viene annunciato l'ingresso nel roster dell'etichetta spagnola Maldito records, insieme a band del calibro di Ska-p, Skalariak, Boikot, Gatillazo e Talco. Pochi giorni dopo viene annunciato l'inizio della collaborazione con la tedesca Subkultura Booking, concludendo così il rapporto con Turbo booking.
Nel 2021 la band inizia una collaborazione con la booking spagnola Voodoo Music Management.
A Luglio 2021, la band pubblica il nuovo singolo "United we stand", per Maldito Records.

## Discografia

### Album in studio
- 2012 - Purgamentum Dedecusque
- 2013 - Di-vento In-vento
- 2015 - Il Gioco del Silenzio
- 2017 -  Rudes Against
- 2018 - Adelante
- 2020 - Revolutionary Roots

### Singoli
- 2014 - Senti il Ritmo che Sale
- 2016 - We Want To Dance Ska
- 2016 - Bella Ciao
- 2019 - Paradox
- 2020 - Here we now begin
- 2020 - Cambiare Rotta
- 2021 - United we stand

### Compilation
- 2018 - The Italian Ska Meets The World vol. 2
- 2019 - The Italian Ska Meets The World vol.1

## Formazione

### Formazione attuale
- Mattia “Berta” Bertani - batteria
- Jacopo “Japo” Marelli - basso, cori
- Davide “Dave” Izzo - voce, chitarra
- Lorenzo “Lorenz" Venturelli - chitarra, cori
- Giova “Gadget” Sgorbati - trombone

### Ex componenti
- Fulvio Pesare - voce
- Mirko Ferrara - chitarra
- Nicola Piccolo - chitarra
- Federico di Biase - chitarra
- Riccardo Russo - chitarra
- Andrea Caccia - basso
- Giuseppe Guarnuto - tromba
- Alberto Capello - tromba
- Sergio Ferrari - trombone
- Matteo Fratocchi - trombone
- Tommaso Boreatti - sassofono
- Davide Raimondi - tastiera
- Giulio “Julio” Galibariggi - trombone